# June Cohen

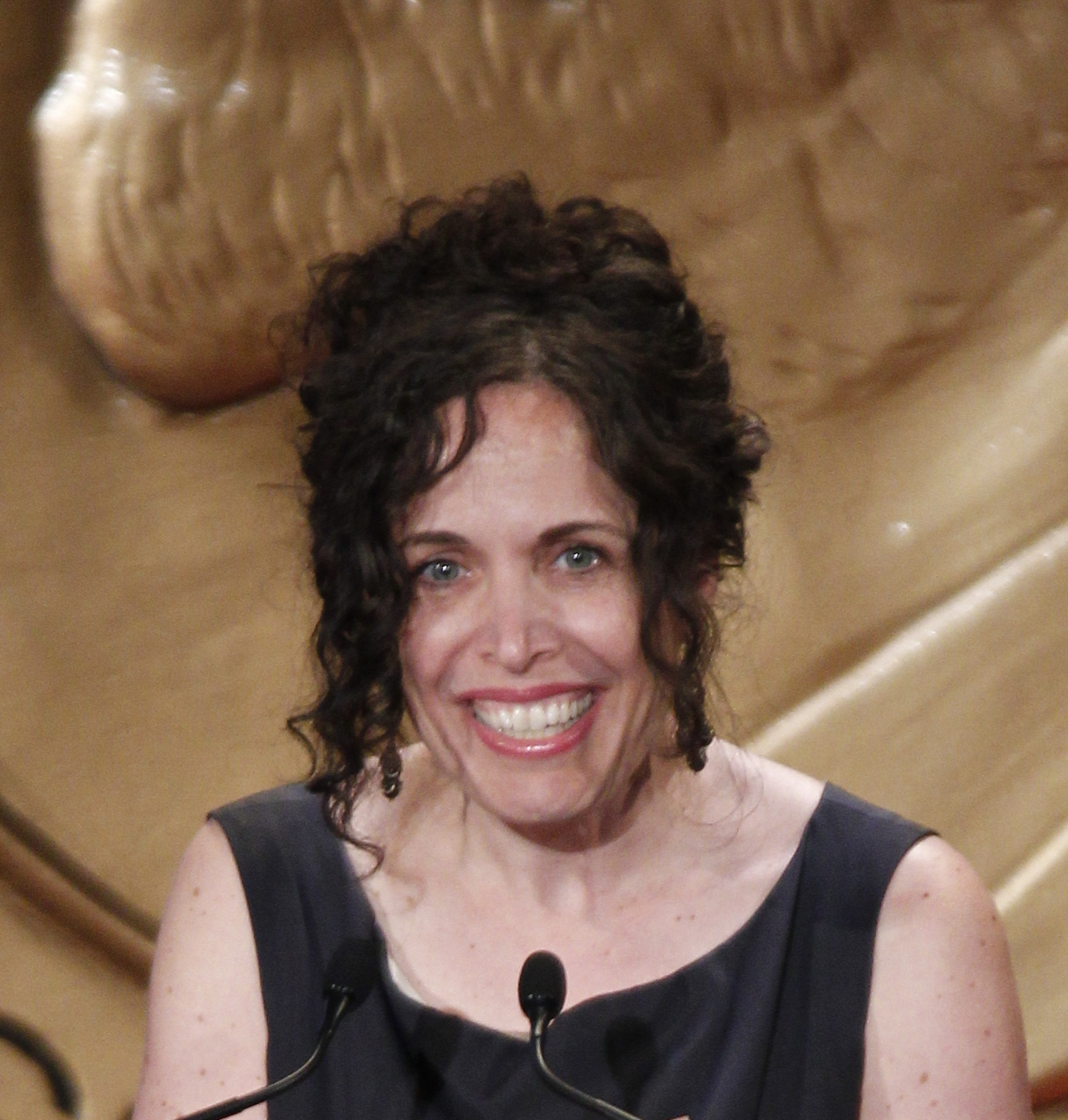
June Cohen

June Cohen is een Amerikaanse multimedia-ondernemer. Tot december 2015 was zij uitvoerend producent van TED Media voor TED (Technology, Entertainment, Design). Zij stond aan de wieg van het project dat vrijwel alle content van de TED-conferenties gratis online beschikbaar stelt. Onder Cohens supervisie werd in 2007 de vernieuwde website TED.com gelanceerd, in 2009 het "Open Vertaalproject", in 2010 het "Open TV-project" en in 2011 de online-discussieplek voor de TED-gemeenschap, "TED-conversaties". Cohen werd in 2005 in dienst genomen door TEDs curator Chris Anderson. Gezamenlijk met hem verzorgde zij de samenstelling en presentatie van de jaarlijkse conferentie in Californië. Daarnaast produceerde ze het hele jaar door TEDs "salons" en schreef ze op het TED-blog. Sinds 2015 runt ze, samen met Deron Triff (voormalig Head of Media Partners bij TED) het multimediabedrijfje Owl Lane Media. Ze woont en werkt in New York.

## Vroege carrière
Cohen heeft een BA in politicologie (met als bijvakken: menselijke biologie, antropologie en Afrikaanse studies) van de Stanford-universiteit, waar ze hoofdredactrice was van The Stanford Daily. In 1991 leidde ze aan Stanford een team dat 's werelds eerste genetwerkte multimedia-tijdschrift ontwikkelde, "Proteus" geheten. Het werd gepubliceerd over het computernetwerk van de universiteitscampus (aangezien internet in de huidige vorm nog niet bestond) en benutte het net uitgegeven Quicktime om video te integreren.
Van 1994 tot 2000 werkte Cohen voor Hotwired, de baanbrekende website van het tijdschrift Wired, waar vele zaken die tegenwoordig gemeengoed zijn op internet, werden geïntroduceerd (zoals een lidmaatschapssysteem, de mogelijkheid om commentaar te geven, en reclamebanners).
Na haar tijd bij Wired schreef Cohen "The Unusually Useful Web Book", dat in 2003 werd uitgegeven, en door critici bestempeld als "an instant classic". Het werd vertaald in vier talen.

## TED.com
Vrij snel nadat ze in 2005 bij TED kwam werken, nam Cohen de net van Stanford afgestudeerde, in webvideo gespecialiseerde filmmaker Jason Wishnow in dienst en begon de eerste video-podcasts te plannen. Sinds Chris Anderson in 2001 de TED-conferentie—een elitair, duur, besloten evenement dat jaarlijks plaatsvond bij Silicon Valley—had overgenomen, was hij op zoek geweest naar manieren om het conferentieprogramma te delen met een groter publiek. June Cohen trachtte diverse omroepen te interesseren in een tv-programma waarin TEDTalks werden getoond, maar vond daarvoor niet veel animo. "Toen de BBC me vertelde dat de TEDTalks te intellectueel voor ze waren, vond ik het tijd voor een verandering van strategie", aldus Cohen in een interview. In juni 2006 werd een klein aantal video's op internet gepubliceerd, onder een  Attribution-NonCommercial-NoDerivs Creative Commons-licentie. In januari van het volgende jaar waren ze 3 miljoen maal bekeken. Gebaseerd op dat succes pompte TED honderdduizenden dollars in zijn videoproductie-activiteiten en in het ontwikkelen van een website om ca. 100 video's op te kunnen tonen.
In 2007 werd de nieuwe TED.com gelanceerd. De website is ontworpen door Method, een ontwerpbureau met kantoren in New York, San Francisco en Londen. Ze heeft vele prijzen gewonnen, waaronder zeven Webby Awards, iTunes Best Podcast of the Year (2006-2010), de Communication Arts Interactive Award for Information Design in 2007, de OMMA award for video sharing in 2008, de Web Visionary Award for technical achievement in 2008, de One Show Interactive Bronze Award in 2008, de AIGA Annual Design Competition (2009) en een Peabody Award in 2012. TED.com was te zien op twee grote designtentoonstellingen: in het Londense Design Museum en in het Denver Art Museum. Ze stond op de lijst van "50 Best Websites of 2010" van Time magazine en is geprezen door diverse vooraanstaande mediabronnen, waaronder The New York Times, The Guardian, and Design Week. Eind 2009 werden gratis apps geïntroduceerd voor iOS (iPhone, iPad), Android, webOS en Windows Phone 7
In juli 2012 stonden 1300 TEDTalks op de website en waren ze meer dan 800 miljoen maal bekeken. "De talks online zetten was riskant en het heeft erg goed uitgepakt voor ons", zei Cohen in een interview,"Het heeft ons publiek van 1000 conferentie-deelnemers veranderd in een wereldwijd publiek van 150 miljoen mensen".
- International Standard Name Identifier: 0000 0000 3830 5660
- Library of Congress Control Number: n2003011927
- Nationale Bibliotheek van Tsjechië: xx0019982
- Système universitaire de documentation: 261860917
- Virtual International Authority File: 38746154
- WorldCat: E39PBJpYCPvHGfMjvKt4fcYHG3